# Abrostola kaszabi
Abrostola kaszabi is een vlinder uit de familie van de uilen (Noctuidae). De wetenschappelijke naam van de soort werd in 1971 gepubliceerd door de Franse entomoloog Claude Dufay. Het holotype komt uit het zuidwesten van de sum Bajantsogt, ten westen van Oelan-Bator in de ajmag Töv in Mongolië, en wordt in het Hongaars Natuurhistorisch Museum, een onderdeel van het Nationale Museum in Boedapest, bewaard. De soort werd naar de Hongaarse entomoloog Zoltán Kaszab vernoemd.

## Synoniemen
- Abrostola gabori Ronkay, 1987[3]